# Pertusadina eurhyncha
Pertusadina eurhyncha là một loài thực vật có hoa trong họ Thiến thảo. Loài này được (Miq.) Ridsdale miêu tả khoa học đầu tiên năm 1978.